# Bataille de Mers-el-Fahm
Conflits algéro-hispaniques
La bataille de Mers-el-Fahm, également appelée massacre de Mers-el-Fahm, constitue une attaque surprise soigneusement orchestrée par Selimane Pacha, en collaboration avec Prince Abdallah, neveu du roi de Koukou. Dans un contexte de tensions croissantes avec l’Empire espagnol, Abdallah feint de coopérer avec les Espagnols en leur promettant l’autorisation d’installer des garnisons dans le village côtier d’Azeffoun. Toutefois, une fois leur confiance obtenue, il ordonne leur massacre, trahissant ainsi son engagement après avoir reçu la promesse d'une importante somme d’argent de la part de la Régence d’Alger.

## Histoire
Un homme religieux du nom de Père Matthieu fut esclave au royaume de Koukou pendant de nombreuses années, allant jusqu’à apprendre la langue locale. Il se rapprocha alors du gouverneur de Zeffoun (Azeffoun), Prince Abdallah, également neveu du roi de Koukou. Profitant de l’indépendance de Koukou vis-à-vis d’Alger, Matthieu élabora avec lui un plan visant à permettre l’accès militaire des garnisons espagnoles. Abdallah promit ainsi d’ouvrir aux Espagnols l’entrée de Mers-el-Fahm (en arabe : مرسى الفحم, romanisé : Marsā al-Faḥm).
Toutefois, le Diwan d’Alger découvrit ce complot grâce à ses espions. Selimane Pacha mobilisa alors une armée et assiégea Azeffoun, contraignant Abdallah à se rendre. Selimane exigea ensuite d’Abdallah qu’il massacre la garnison espagnole dès son arrivée à Mers-el-Fahm, lui promettant un soultani pour chaque tête de chrétien, et 200 soultani pour la tête de Matthieu. Abdallah accepta cette offre,,.
Le Père Matthieu arriva avec quatre galères commandées par le vice-roi de Majorque, accompagné de cent hommes. À leur arrivée, Abdallah s’employa à leur offrir un accueil honorable afin de les mettre en confiance. Matthieu s’enquit alors du sort du fils du roi de Koukou, qui devait être remis aux Espagnols en tant qu’otage. Abdallah lui répondit que son cousin était retenu dans une forteresse, et l’invita à le suivre pour aller le récupérer.
Pris de soupçon, Matthieu tenta de regagner ses galères, mais il fut attaqué par les Kabyles et massacré. Le vice-roi de Majorque parvint à se replier vers le large, abandonnant Matthieu et ses 80 hommes, qui furent tués par Abdallah et ses troupes,,,.
Après avoir apporté les têtes à Alger, Selimane Pacha ne donna rien à Abdallah,,, prétextant qu'Abdallah aurait dû amener les esclaves vivants afin qu'ils puissent être détenus ou vendus comme esclaves.